# Stipa rosea
Stipa rosea är en gräsart som beskrevs av Albert Spear Hitchcock. Stipa rosea ingår i släktet fjädergrässläktet, och familjen gräs. Inga underarter finns listade i Catalogue of Life.